# 2016年台東地震
2016年10月台東地震發生於2016年10月6日晚間23點52分0.5秒，震央位於台東縣政府東偏南方24.4公里（即台灣東部海域），芮氏規模6.2，深度23.7公里，最大震度5級，全台灣都有感受到搖晃。

## 概述
中央氣象局地震測報中心主任郭鎧紋指出，這起地震應為菲律賓海板塊擠壓歐亞大陸板塊所造成，約釋放半顆原子彈的能量，此地震也為2016年台灣第4個地震規模6以上的地震。過去鄰近發生的顯著地震有1996年蘭嶼地震、2003年臺東成功地震、2015年台東地震等。

## 各地震度
| 最大震度 | 縣市地區                                               |
| -------- | ------------------------------------------------------ |
| 5級      | 台東縣綠島鄉                                           |
| 4級      | 台東縣台東市                                           |
| 3級      | 屏東縣、高雄市、台南市、花蓮縣、雲林縣、嘉義縣、嘉義市 |
| 2級      | 南投縣、彰化縣、台中市、宜蘭縣、苗栗縣、澎湖縣、新北市 |
| 1級      | 桃園市、新竹縣、新竹市、台北市、基隆市                 |

台東縣綠島鄉因為靠近震央震度達到5級，台東縣台東市震度也有4級，其餘縣市1到3級。

## 災情
綠島發生短暫停電、物品掉落，一家便利商店物品掉落、天花板掉落導致管線露出，一度暫停營業。台鐵有兩列車受到影響，影響約60人。